# HD 105382
HD 105382 é uma estrela na constelação de Centaurus. É relativamente brilhante com uma magnitude aparente visual de 4,47, mas pode não ser visível a olho nu devido à sua proximidade com δ Centauri. Com base em medições de paralaxe pela sonda Gaia, está a uma distância de aproximadamente 355 anos-luz (109 parsecs) da Terra.
Esta estrela é classificada como uma gigante de classe B com um tipo espectral de B6III. Tem uma massa de 5,7 vezes a massa solar e um raio 3 vezes maior que o raio solar. Está irradiando energia de sua fotosfera com cerca de 1 000 vezes a luminosidade solar a uma temperatura efetiva de 17 400 K, o que dá à estrela a coloração azul-branca típica de estrelas de classe B.
Uma estrela variável, a magnitude visual de HD 105382 varia com amplitude de 0,012 ao longo de um período único de 1,295 dias. A estrela já foi considerada erroneamente uma estrela Be, o que explicaria a variabilidade como pulsações estelares, mas essa classificação provavelmente foi resultado de observação acidental da estrela Be próxima δ Centauri. Um estudo de 2004 mostrou que o período de 1,295 dias corresponde ao período de rotação da estrela, e que a variabilidade é causada por distribuição heterogênea de elementos na superfície estelar. Em particular, HD 105382 é uma estrela peculiar pobre em hélio cuja concentração desse elemento em sua superfície varia entre 0,5% e 15% da concentração solar, e a concentração de silício varia entre 0,00044% e 0,0069% da solar. As regiões da superfície com mais hélio parecem coincidir com as regiões de menos silício, e vice-versa. HD 105382 tem um campo magnético com intensidade polar de 2,3 kG, o que provavelmente está relacionado à superfície heterogênea da estrela.
Medições astrométricas pela sonda Hipparcos identificaram anomalias no movimento próprio desta estrela, indicando que ela é uma provável binária astrométrica. Além disso, HD 105382 tem um movimento semelhante e parece estar à mesma distância que δ Centauri, da qual está separada por 267 segundos de arco, indicando que podem formar um sistema estelar triplo, junto com HD 105383, outra estrela próxima. Considerando que δ Centauri é por sua vez uma estrela binária, este pode ser um sistema com cinco estrelas no total. O sistema pertence ao subgrupo Centaurus Inferior-Crux (LCC) da associação Scorpius–Centaurus, a associação OB mais próxima do Sol.

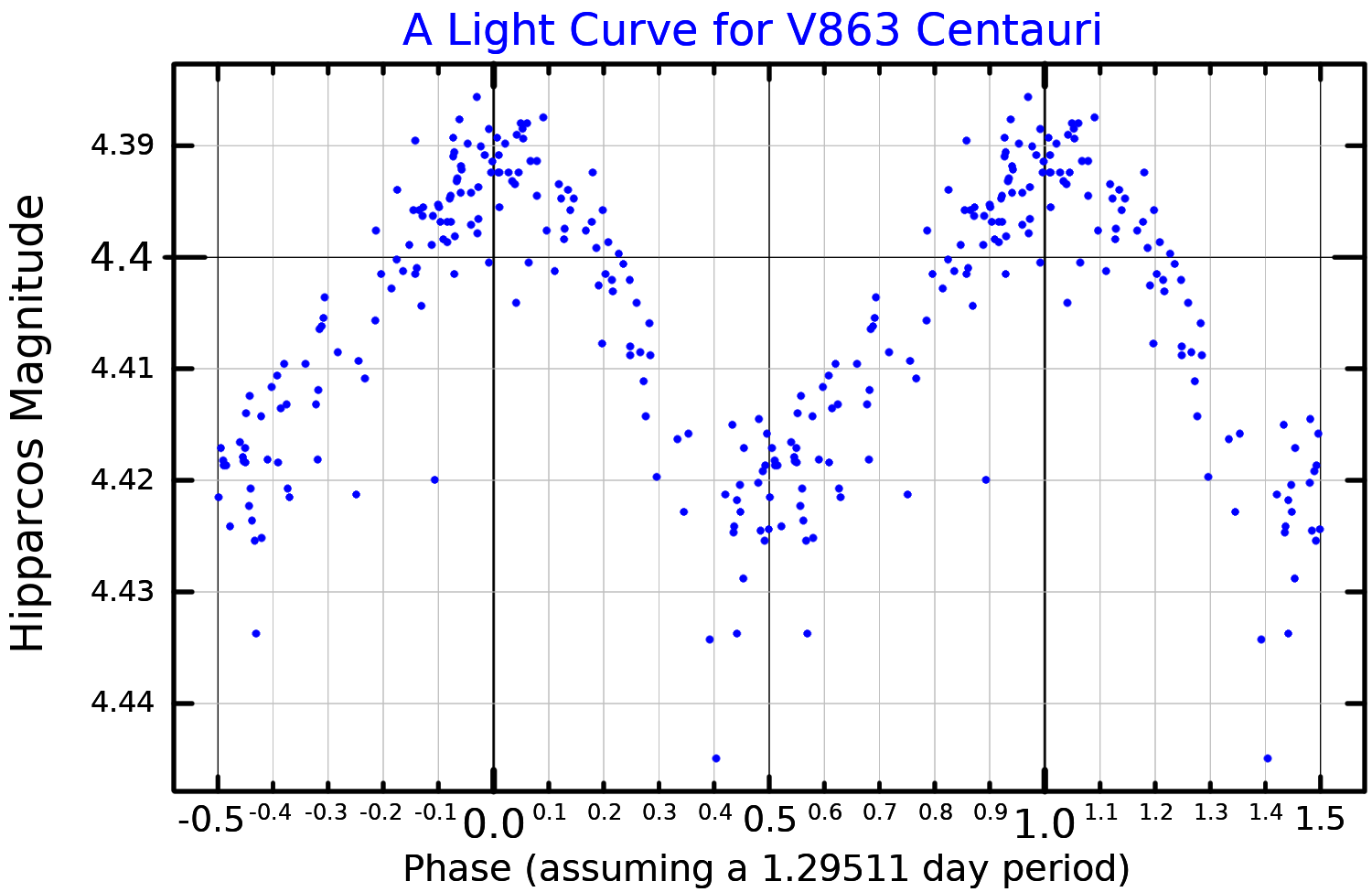
Curva de luz de V863 Centauri pela sonda Hipparcos